# Philippsbourg
Philippsbourg (deutsch Philippsburg, lothringisch Philippsburch) ist eine französische Gemeinde mit 615 Einwohnern (Stand 1. Januar 2022) im Département Moselle in der Region Grand Est (bis 2015 Lothringen).
Sie gehört zum Landkreis Saargemünd, zum Kanton Bitsch und ist Teil des Biosphärenreservates Nordvogesen.

## Geographie
Das Dorf liegt im Nordosten Lothringens, im Bitscher Land (französisch: Pays de Bitche) inmitten der Nordvogesenwälder im Tal des Falkensteinerbachs, zehn Kilometer südöstlich von Bitsch.
Die Gemarkung weist die größten Höhenunterschiede aller Gemeinden des Bitscher Ländchens auf. Der Ort erstreckt sich entlang der Straße und der Eisenbahnstrecke, die von Saargemünd nach Hagenau führen. Westlich schließt sich die Gemarkung Baerenthal (Bärenthal) an, nordwestlich liegt Éguelshardt (Egelshardt). Die östliche Gemarkungsgrenze ist auch die Grenze zum elsässischen Département Bas-Rhin (Unterelsass). Die umliegenden Wälder gehören zum Forst Hanau, benannt – wie der nördlich gelegene Hanauer Weiher, der größte See der Region – nach den Grafen von Hanau-Lichtenberg, die in den umliegenden Wäldern jagten. Zu Philippsbourg gehören der Hützelhof, der Leitsalthaler Hof, der Lies(ch)bacher Hof, die Mambacher Höfe und der Schweizer Hof. Ehemalige Wohnplätze umfassen u. a. den Gauchsharder Hof und Rothenbrunnen.

## Geschichte
Ältester Siedlungspunkt ist der Weiler Lieschbach, der an der Grenze der römischen Provinz Gallia Belgica zu Germanien lag.

### Mittelalter
Seit dem 11. Jahrhundert gehörte das Falkensteinertal zur Herrschaft Lützelburg. Die Lützelburger errichteten in dem weitgehend unbewohnten Gebiet 1123 die Burg Falkenstein zum Schutz gegen die vordringenden Staufer.

### Frühe Neuzeit

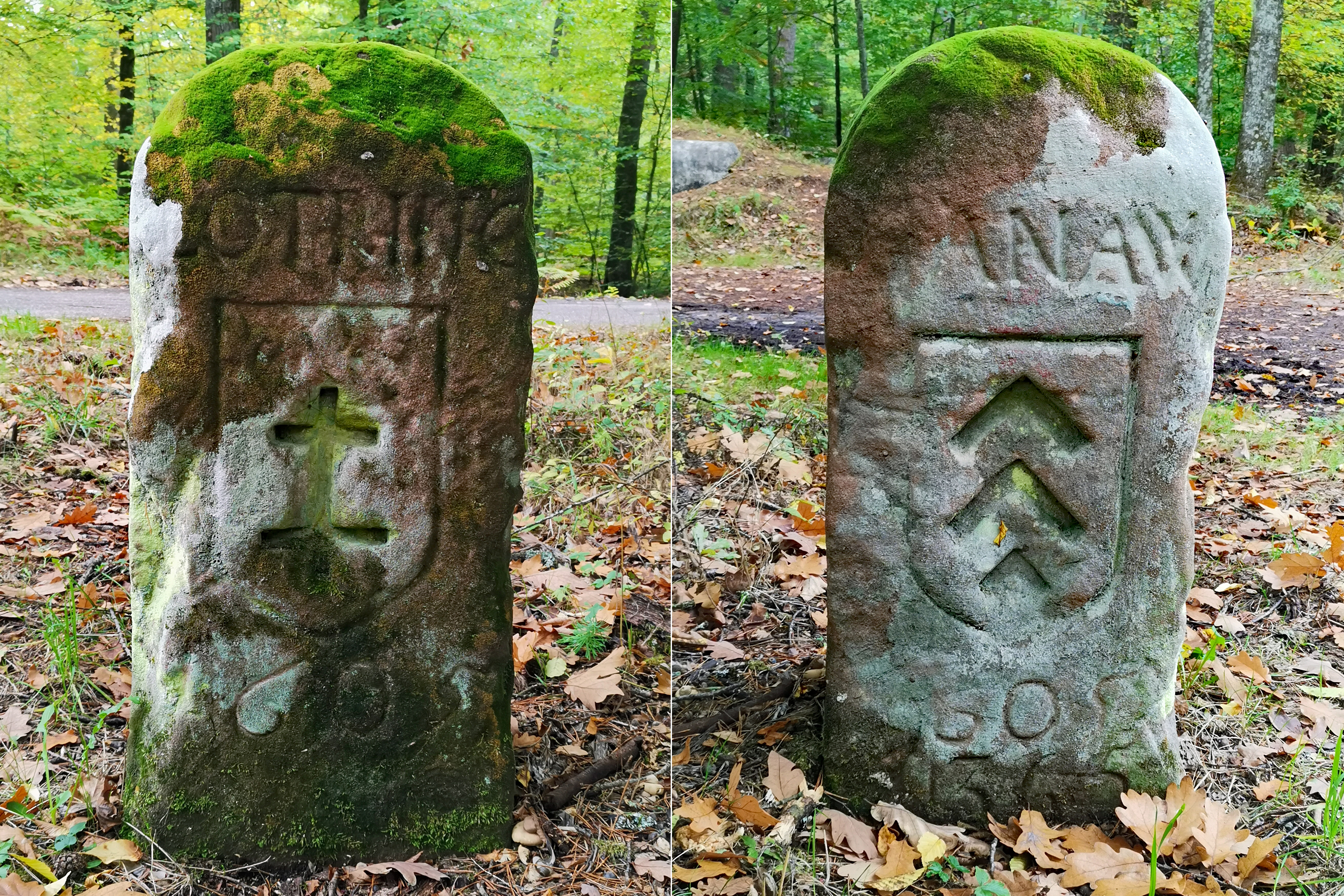
Einer der Grenzsteine zwischen Lothringen und Hanau-Lichtenberg (Vorder- und Rückseite)

1564 verkauften die Erben Balthasars von Falkenstein ihre Rechte an Graf Philipp IV. von Hanau-Lichtenberg. Das Gebiet gehörte zum Amt Lemberg der Grafschaft Zweibrücken-Bitsch und dort zur Amtsschultheißerei Bärenthal-Philippsburg. Zu Philippsburg gehörten die Burg Falkenstein und ein Jagdhaus mit Wald und Fischerei. 1566 wurde das Jagdhaus Schloss Philippsburg erbaut, dessen Name auf die Siedlung überging. Die Anlage wurde vermutlich im Jahr 1633 zerstört.
Graf Philipp IV. von Hanau-Lichtenberg gab durch die Einführung des lutherischen Bekenntnisses in seiner Grafschaft dem streng römisch-katholischen Herzog Karl III. von Lothringen, der zugleich Lehnsherr einiger Hanau-Lichtenberger Gebiete war, einen Grund, militärisch zu intervenieren. Im Juli 1572 besetzten Truppen des Herzogs im Streit um die Herrschaft Zweibrücken-Bitsch die Grafschaft. Da Philipp IV. von Hanau-Lichtenberg der lothringischen Übermacht nicht gewachsen war, wählte er den Rechtsweg. Beim anschließenden Prozess vor dem Reichskammergericht konnte sich Lothringen hinsichtlich der Herrschaft Bitsch durchsetzen, das Amt Lemberg dagegen wurde 1606 der Grafschaft Hanau-Lichtenberg zugesprochen. Von 1606 an bis zur Revolution gehörte Philippsburg zum Elsass.
Durch die Reunionspolitik Frankreichs fielen 1680 die im Elsass und in Lothringen gelegenen Teile der Grafschaft Hanau-Lichtenberg unter die Oberhoheit Frankreichs. Dazu zählten aber nur drei Dorfschaften des Amtes Lemberg, darunter auch Philippsburg.
1736 starb mit Graf Johann Reinhard III. der letzte männliche Vertreter des Hauses Hanau. Aufgrund der Ehe seiner einzigen Tochter, Charlotte (* 1700; † 1726), mit dem Erbprinzen Ludwig (VIII.) (* 1691; † 1768) von Hessen-Darmstadt fiel die Grafschaft Hanau-Lichtenberg nach dort. Philippsburg gehörte in hessen-darmstädtischer Zeit zum Amt Wolfisheim.

### Neuzeit
Im Zuge der Französischen Revolution fiel der linksrheinische Teil der Grafschaft Hanau-Lichtenberg – und damit auch das Amt Lemberg und Philippsburg – 1793 an Frankreich.
Durch den Frankfurter Frieden vom 10. Mai 1871 kam die Region an das deutsche Reichsland Elsaß-Lothringen, und das Dorf wurde dem Kreis Saargemünd im Bezirk Lothringen zugeordnet. Das Dorf bestand aus mehreren Weilern, Höfen und Mühlen. Im Jahr 1810 war Philippsburg als Gemeinde aufgehoben und nach Bärental eingemeindet worden, wurde aber am 1. Januar 1875 wieder davon getrennt. Nach dem Ersten Weltkrieg musste die Region aufgrund der Bestimmungen des Versailler Vertrags 1919 an Frankreich abgetreten werden und wurde Teil des Département Moselle.
Im Zweiten Weltkrieg war die Region von der deutschen Wehrmacht besetzt.
Die Bevölkerung wurde in das Département Charente evakuiert. Im September 1944 und von Januar bis März 1945 wurde der Ort bombardiert und am 17. März 1945 schließlich von US-Streitkräften eingenommen.

### Bevölkerungsentwicklung
| Jahr      | 1962 | 1968 | 1975 | 1982 | 1990 | 1999 | 2007 | 2019 |
| Einwohner | 517  | 524  | 503  | 468  | 504  | 531  | 551  | 593  |

## Sehenswürdigkeiten
- Burg Falkenstein

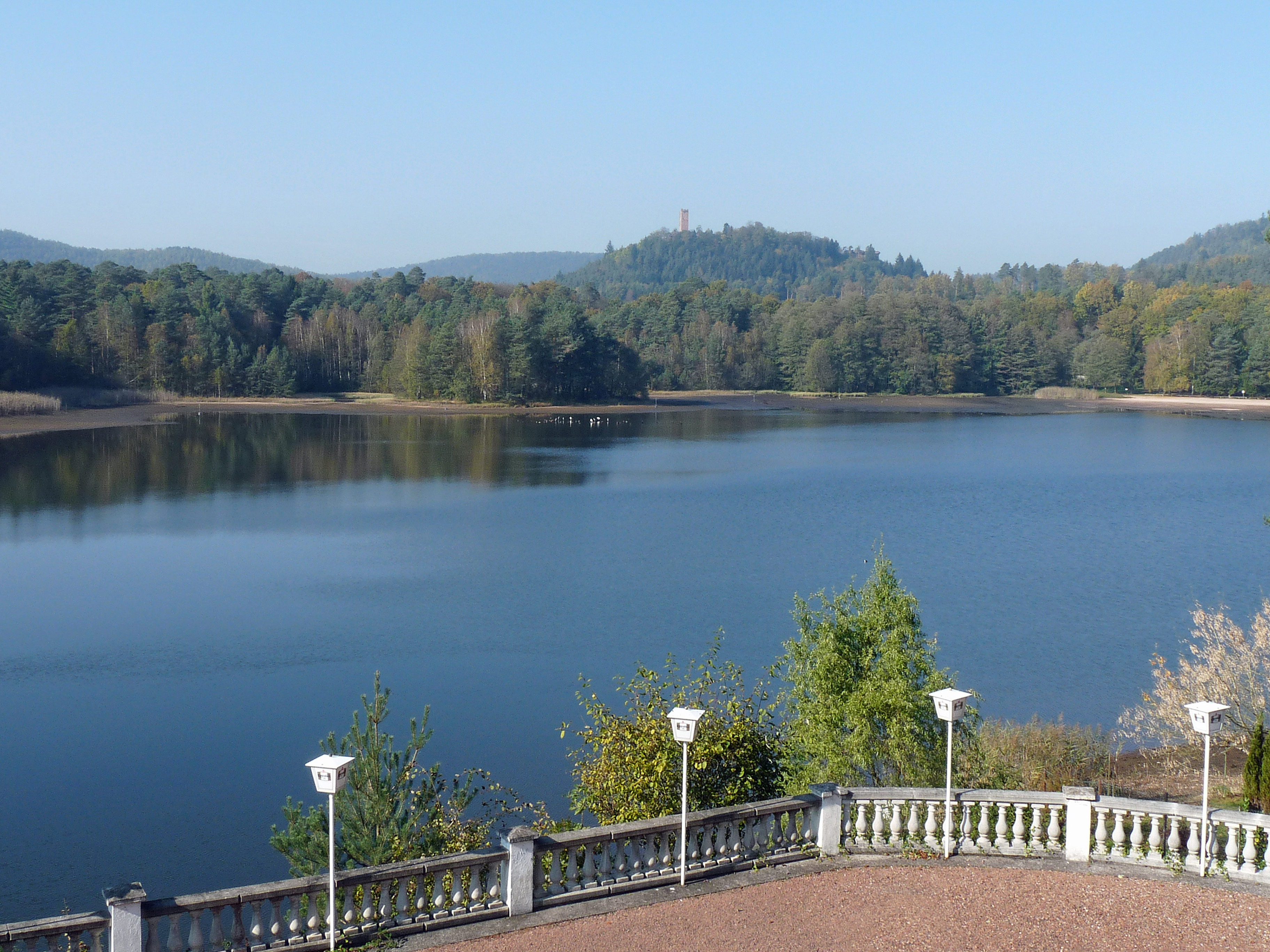
Hanauer Weiher, im Hintergrund Burg Waldeck

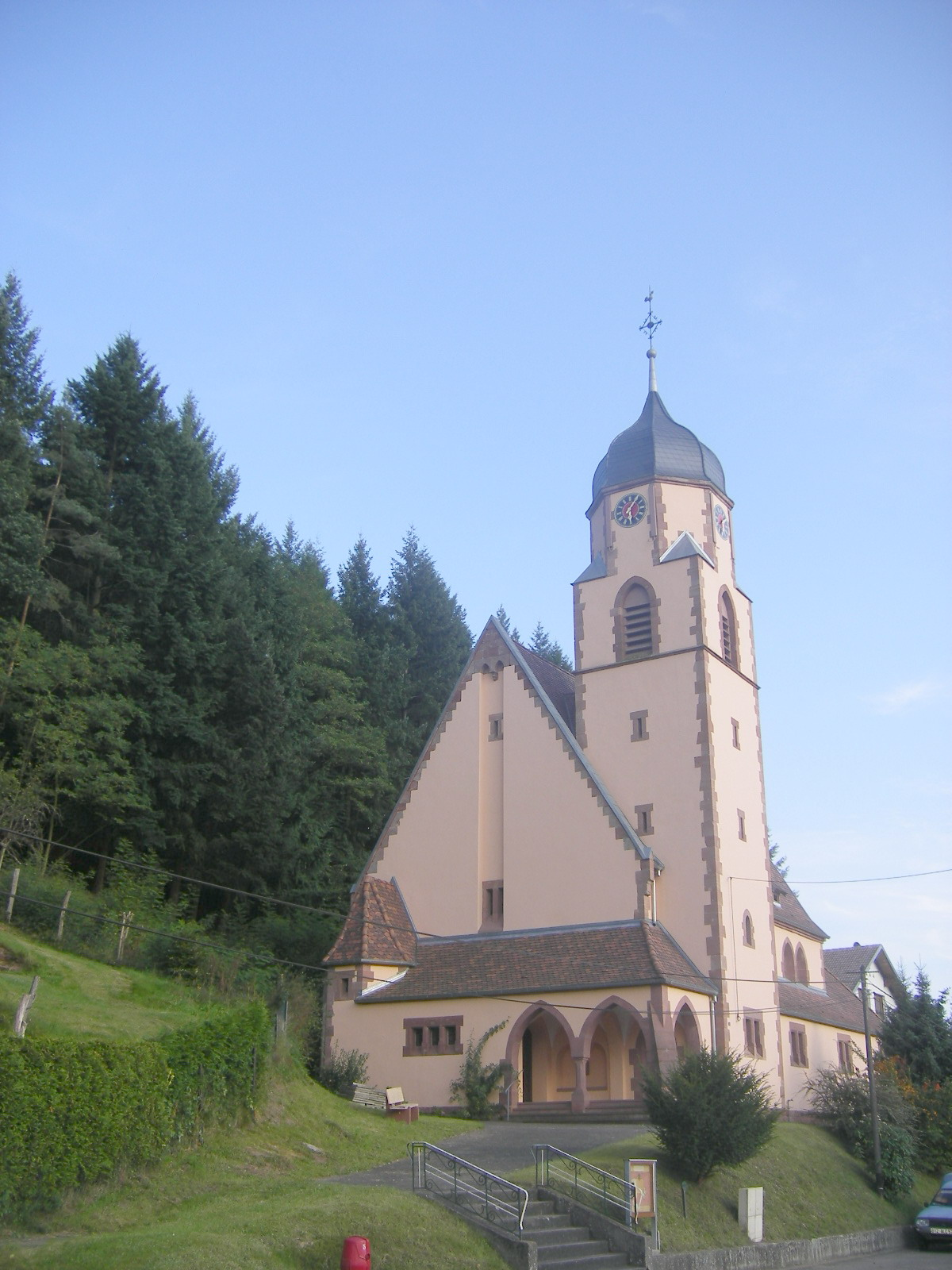
Evangelische Kirche Philippsbourg

- Burg Helfenstein, vor 1410 von den Lothringer Herzögen erbaut und 1435 zerstört
- Rothenburg oder Rotes Schlössel oberhalb des Grenzbachs zur Gemarkung Sturzelbronn, wurde im 14. Jahrhundert zerstört
- Burgen Bellerstein, Philippsfels und Schloss Philippsburg
- Hanauer Weiher
- Im Ort selbst dominiert die protestantische Kirche. Die evangelische Kirche des Potsdamer Architekten Arthur Kickton von 1911 gilt als bedeutendes Spätwerk des Historismus
- großer Bauernhof von 1812
- gut erhaltener Bauernhof von 1744 mit späteren Anbauten, an denen sich die Entwicklung der Baustile ablesen lässt
- elf Hanau-Lichtenberger Grenzsteine einer Aussteinung ab 1605
- bizarre Felsformationen an den Wanderwegen der Umgebung

## Infrastruktur

### Verkehr
Philippsburg zieht sich entlang der N 62 Saargemünd – Hagenau, die dem Falkensteinerbach folgt. Durch das Tal zieht sich auch die Bahnstrecke Haguenau–Falck-Hargarten, auf der derzeit jedoch zwischen Bad Niederbronn und Saargemünd der Verkehr eingestellt ist.

### Tourismus
Der Hanauer Weiher ist ein beliebtes Touristenziel, das bereits Goethe ansteuerte. Der Lieschbacher Weiher ist ebenfalls ein Ausflugsziel. Ein botanischer Lehrpfad führt unter anderem durch ein Moor, in dem sich Standorte von Sonnentau befinden.